# Osmoregolazione
L'osmoregolazione è la regolazione attiva della pressione osmotica nei fluidi interni di un organismo vivente, per impedire che diventino troppo diluiti o troppo concentrati. È uno dei meccanismi fisiologici che contribuiscono al mantenimento dell'omeostasi.
La pressione osmotica è una misura della tendenza dell'acqua di muoversi da una soluzione a un'altra attraverso l'osmosi. Più alta è la pressione osmotica di una soluzione più aumenterà la quantità di acqua che si muove verso l'altra soluzione. La pressione può essere esercitata su un lato ipertonico di una membrana selettiva e permeabile per prevenire la diffusione di acqua per osmosi da un lato contenente acqua pura.
Gli organismi di ambienti sia acquatici sia terrestri contengono la giusta concentrazione di soluzione e una certa quantità di acqua all'interno dei loro fluidi corporei. Questo comporta escrezioni: per liberarsi dei rifiuti metabolici e di altre sostanze, come gli ormoni che sarebbero tossici se accumulati nel sangue, vengono espulsi attraverso la pelle e i reni; mantenendo la corretta quantità di acqua e bilanciando la dissoluzione di soluti secondo l'osmoregolazione.